# A-class
A-class（エー・クラス）は、日本の自動車展示会『東京オートサロン』の公式イメージガールユニットの名称である。

## 歴史・概要
これ以前にもオートサロンのイメージガール自体は存在しており、幕張メッセに移動した1999年には芹沢優美、宮内エリナ、古田さおりの3人が務め、2001年は『SPサラダ』という10人組のユニットが活動。2002年には須藤寛子と中野裕美がイメージガールを務めていた。
そして2003年より公募で決定した『A-class』という名称が付けられ、2025年度時点で総計84人の女性タレント・グラビアモデル・レースクイーンが歴任している。契約期間は毎年夏頃に行われるオーディション合格後から翌年に開催されるオートサロン本番までである。
日本のレコード会社エイベックスの後援により、開催前に発売される公認CDアルバム『TOKYO AUTOSALON presents EVOLUTION』シリーズにオリジナルソングが制作・収録されていた。またオートサロン内で実施される「カスタムカーコンテスト」表彰式のアシスタントも行う。また三栄書房（現：株式会社三栄）から後述するオリジナル写真集が制作・発売される年もある。
2017年（1月13日-15日）開催を最後に、エイベックスがロゴマーク変更や新社屋移転などの再編により協賛から撤退したため、A-classの歴史は一旦途絶えた。2018年の開催（1月12日-14日）ではこれに代わる形で、音楽ユニット『湘南乃風』がスペシャルミュージックサポーターとして、イメージソング「Be Strong」を制作。メンバーのHAN-KUNが同年1月14日開催のライブ・イベント「The after party presented by TOKYO AUTO SALON」に出演していた。
だがスペシャルミュージックサポーターはわずか1年で途絶え、2019年の開催（1月11日-13日）では公式イメージガールが設置されることなく平成時代のオートサロンは終了したが、令和最初となる2020年の開催（1月10日-12日）では、週刊ヤングマガジン連載の漫画『MFゴースト』（作：しげの秀一）から派生したグラビアユニット「MFGエンジェルス」がイメージガールを務めており、実質3年ぶりにオートサロンのイメージガールが復活した。
その後2020年9月1日、2021年の開催でA-classが4年ぶりに復活することが発表される。復活後はセレクション審査として、2021年度は30名、2022年度は20名のモデル・レースクイーンがエントリーし、そこからファン投票とオートサロン事務局による選考を経てメンバーが決まっていく流れとなっていたが、2023年度以降は前年からの継続者が出た都合上、このような審査は実施されずメンバーお披露目となっている。

### 特徴
- グループ数は基本的に4人編成だが、年によって5名から最大8名までに増員されており、復活した2021年以降は5名以上の体制が続いている。
- メンバーの年齢制限はTAS開催時点で18歳以上の成年者[注 2] となっており、それ未満の未成年者は一人も選ばれていない。
- コスチュームは基本的に黒を基調としており、2003年と2004年は胸部とスカート部分の右下に金色で「AUTO SALON」ロゴが書かれていた。ロゴマークが変更された2005年と2006年はスカート部分下部に「TASA Tokyo Autosalon Association」（2005年は右下、2006年は左下）と書かれていた。年によっては上着のバックプリントにオートサロンのロゴが大きく描かれているものもあった。
- 事務所別ではプラチナムプロダクション所属者が最も多く、特に2015年度は4人全員がプラチナム所属者に統一されていた。ちなみに平成生まれ初・21世紀生まれ初・及びA-class発足年（2003年）以後に生まれた者としては初の称号を得たA-classメンバーもプラチナム所属者である[注 3]。

## 歴代メンバー一覧

### 2003年
曲名『秘密のkiss～in the name of love～』
| 名前（よみ）                   | 生年月日       | 出身地 | 血液型 | TAS開催時点の年齢 | 備考                                                        |
| ------------------------------ | -------------- | ------ | ------ | ----------------- | ----------------------------------------------------------- |
| 米山理恵子 （よねやま りえこ） | 1979年9月24日  | 群馬県 | AB型   | 23歳4か月         |                                                             |
| 石川加奈子 （いしかわ かなこ） | 1979年6月21日  | 東京都 | A型    | 23歳7か月         | 全日本GT選手権イメージガール「PASSION」 2000 - 2001メンバー |
| 菅谷はつ乃 （すがや はつの）   | 1978年7月29日  | 東京都 | A型    | 24歳6か月         | 歴代唯一のオスカープロモーション所属者からの起用            |
| 吉田千晃 （よしだ ちあき）     | 1978年11月24日 | 愛媛県 | A型    | 24歳2か月         |                                                             |

応募総数370名の中から選ばれた初代メンバー。メンバー全員が1970年代生まれとなった唯一の年である。

### 2004年
曲名『MY ONLY STAR』
| 名前（よみ）                     | 生年月日      | 出身地 | 血液型 | TAS開催時点の年齢 | 備考                                          |
| -------------------------------- | ------------- | ------ | ------ | ----------------- | --------------------------------------------- |
| 横須賀まりこ （よこすか まりこ） | 1981年8月29日 | 東京都 | O型    | 22歳5か月         |                                               |
| 丹野友美 （たんの ともみ）       | 1984年9月3日  | 埼玉県 | O型    | 19歳4か月         | 2007年SUPER GTイメージガール「Shiny」メンバー |
| 大石里沙 （おおいし りさ）       | 1982年4月24日 | 大阪府 | O型    | 21歳9か月         | 当時の名義は「大石里紗」                      |
| 山川敦子 （やまかわ あつこ）     | 1980年4月17日 | 愛知県 | O型    | 23歳9か月         | 2003 ARTA GALS                                |

2003年8月10日に腰越海水浴場（神奈川県鎌倉市）で行われた「海の家“Boby's House”」においてメンバー4人が発表された。

### 2005年
曲名『LET ME LOVE YOU』
| 名前（よみ）                 | 生年月日       | 出身地 | 血液型 | TAS開催時点の年齢 | 備考                                                                            |
| ---------------------------- | -------------- | ------ | ------ | ----------------- | ------------------------------------------------------------------------------- |
| 伊織 （いおり）              | 1982年6月24日  | 埼玉県 | AB型   | 22歳7か月         | 2002年JGTCイメージガール「wi☆th」メンバー                                       |
| 渋谷千賀 （しぶや ちか）     | 1985年9月14日  | 東京都 | A型    | 19歳4か月         | 2004年JGTCイメージガール「vivace」メンバー 後に「SHANADOO」メンバーとしても活動 |
| 三苫千景 （みとま ちかげ）   | 1983年12月17日 | 北海道 | AB型   | 21歳1か月         | 2006 Weds Sport Racing Gals                                                     |
| 福山安奈 （ふくやま あんな） | 1981年5月28日  | 東京都 | O型    | 23歳8か月         |                                                                                 |

この年からオフィシャルCD「TOKYO AUTOSALON presents EVOLUTION」シリーズがスタート。またオートサロンのロゴが変更された年でもある（AUTO SALON→AUTO SALON）。

### 2006年
曲名『SHINING★STAR!』
| 名前（よみ）                     | 生年月日       | 出身地   | 血液型 | TAS開催時点の年齢 | 備考 |
| -------------------------------- | -------------- | -------- | ------ | ----------------- | ---- |
| 内田さやか （うちだ さやか）     | 1984年10月3日  | 東京都   | O型    | 21歳3か月         |      |
| 西村紗也禾 （にしむら さやか）   | 1982年6月16日  | 大阪府   | O型    | 23歳7か月         |      |
| 松林菜々見 （まつばやし ななみ） | 1986年9月10日  | 東京都   | O型    | 19歳4か月         |      |
| 絹川麗 （きぬかわ れい）         | 1983年10月15日 | 神奈川県 | O型    | 22歳3か月         |      |

この年からA-classのロゴが現在のもの（A-CLASS→A-class）に変更。またオリジナル写真集がこの年から発売されている他、DVD「SHINING☆STAR!～A-class THE MOVIE～」（2006年1月11日）も発売された。札幌オートサロンでは内田が体調不良で欠席した。

### 2007年
曲名『Rainbow』
| 名前（よみ）                   | 生年月日       | 出身地 | 血液型 | TAS開催時点の年齢 | 備考                                                                 |
| ------------------------------ | -------------- | ------ | ------ | ----------------- | -------------------------------------------------------------------- |
| 渡部由起子 （わたなべ ゆきこ） | 1980年10月15日 | 千葉県 | O型    | 26歳3か月         | 東京オートサロン開催県から初の選出                                   |
| 堀井沙織 （ほりい さおり）     | 1984年8月9日   | 東京都 | A型    | 22歳5か月         |                                                                      |
| 渡辺奈緒美 （わたなべ なおみ） | 1984年4月6日   | 新潟県 | O型    | 22歳9か月         | 読売ジャイアンツマスコットガール「チームヴィーナス」2005年度メンバー |
| 則島奈々美 （のりしま ななみ） | 1983年12月23日 | 富山県 | AB型   | 23歳1か月         |                                                                      |

| 名前（よみ）                   | 生年月日       | 出身地 | 血液型 | TAS開催時点の年齢 | 備考                                                                            |
| ------------------------------ | -------------- | ------ | ------ | ----------------- | ------------------------------------------------------------------------------- |
| 志摩夕里加 （しま ゆりか）     | 1986年11月8日  | 埼玉県 | B型    | 20歳2か月         | 2007年SUPER GTイメージガール「Shiny」メンバー 後に「DJ SHIMA☆YURI」としてDJ活動 |
| 冨永亜矢乃 （とみなが あやの） | 1984年2月6日   | 東京都 | A型    | 22歳11か月        |                                                                                 |
| 村岡沙耶香 （むらおか さやか） | 1985年6月3日   | 埼玉県 | A型    | 21歳8か月         | 2008年SUPER GTイメージガール「Airy」メンバー                                    |
| 外咲来未 （とざき くみ）       | 1983年12月11日 | 東京都 | A型    | 23歳1か月         | 富士スピードウェイイメージガール「クレインズ」2007年度メンバー                  |

初の8人編成となったこの年はブルーの衣装を着たエンタメチームと、赤い衣装のビジュアルチームに分割され、エンタメチームが楽曲を歌うという編成だった。さらにオフィシャルCD「EVOLUTION」にイメージDVDが付属。札幌オートサロンはこの年が最後となった。

### 2008年
曲名『Don't Make Me Cry』
| 名前（よみ）                     | 生年月日       | 出身地     | 血液型     | TAS開催時点の年齢 | 備考                                                       |
| -------------------------------- | -------------- | ---------- | ---------- | ----------------- | ---------------------------------------------------------- |
| 志摩夕里加 （しま ゆりか）       | 2007年参照     | 2007年参照 | 2007年参照 | 21歳2ヵ月         | 2年連続                                                    |
| 松林菜々見 （まつばやし ななみ） | 2006年参照     | 2006年参照 | 2006年参照 | 21歳4か月         | 2年ぶり復帰                                                |
| 大矢真夕 （おおや まゆ）         | 1985年5月27日  | 愛知県     | O型        | 22歳8か月         | レースクイーン・オブ・ザ・イヤー08-09 日テレジェニック2011 |
| 黒沢琴美 （くろさわ ことみ）     | 1982年7月18日  | 山梨県     | A型        | 25歳6か月         | 2006年スーパー耐久イメージガール「St.Cherish」メンバー     |
| 山内智恵 （やまうち ちえ）       | 1983年11月24日 | 岡山県     | A型        | 24歳2ヵ月         | 2007 ZENT sweeties                                         |
| 村岡沙耶香 （むらおか さやか）   | 2007年参照     | 2007年参照 | 2007年参照 | 22歳8か月         | 2年連続                                                    |
| 稲垣慶子 （いながき けいこ）     | 1986年9月30日  | 千葉県     | A型        | 21歳4か月         |                                                            |
| 柴田菜月 （しばた なつき）       | 1986年1月4日   | 愛知県     | O型        | 22歳              |                                                            |

前年同様の8人編成だったが、ビジュアルチームとエンタメチームへの分割はなかった。当時スタイルコーポレーションに所属していたレースクイーン（黒沢、山内）が選ばれた唯一の年。

### 2009年
曲名『OPEN YOUR EYES』
| 名前（よみ）                   | 生年月日      | 出身地     | 血液型     | TAS開催時点の年齢 | 備考                                                                               |
| ------------------------------ | ------------- | ---------- | ---------- | ----------------- | ---------------------------------------------------------------------------------- |
| 大矢真夕 （おおや まゆ）       | 2008年参照    | 2008年参照 | 2008年参照 | 23歳8か月         | 2年連続                                                                            |
| 稲垣慶子 （いながき けいこ）   | 2008年参照    | 2008年参照 | 2008年参照 | 22歳4か月         | 2年連続                                                                            |
| 相川友希 （あいかわ ゆうき）   | 1984年9月24日 | 千葉県     | B型        | 24歳4か月         | レースクイーン・オブ・ザ・イヤー07-08 2009年 - 2012年までSDN48メンバーとしても活動 |
| 古崎瞳 （ふるさき ひとみ）     | 1986年5月27日 | 広島県     | A型        | 22歳8か月         |                                                                                    |
| 永作あいり （ながさく あいり） | 1988年3月17日 | 茨城県     | O型        | 20歳10か月        |                                                                                    |
| 高橋千咲姫 （たかはし ちさき） | 1986年6月26日 | 千葉県     | O型        | 22歳7か月         | 2008 Weds Sport Racing Gals                                                        |

大矢、稲垣が2年連続となったこの年は2005年メンバーの千景が楽曲の作詞に携わっている。福岡オートサロンはこの年が最後となった。

### 2010年
曲名『Get Ready!?』『BABY GET MY FIRE TONITE』
| 名前（よみ）                   | 生年月日       | 出身地     | 血液型     | TAS開催時点の年齢 | 備考                                                            |
| ------------------------------ | -------------- | ---------- | ---------- | ----------------- | --------------------------------------------------------------- |
| 小林梨沙 （こばやし りさ）     | 1988年10月10日 | 神奈川県   | B型        | 21歳3か月         | 2011 ARTA GALS                                                  |
| 沢口けいこ （さわぐち けいこ） | 1991年11月29日 | 東京都     | O型        | 18歳2か月         | 史上初の平成生まれからの選出 後に「predia」メンバーとしても活動 |
| 永作あいり （ながさく あいり） | 2009年参照     | 2009年参照 | 2009年参照 | 21歳10か月        | 2年連続                                                         |
| 新田梢恵 （にった こずえ）     | 1986年2月4日   | 岡山県     | A型        | 23歳11か月        | 2010年SUPER GTイメージガール「G☆RACE」メンバー                  |

平成生まれが初めて選ばれたこの年は、2009年のSUPER GTイメージガールユニット『angelic』とのコラボ・ソング「BABY GET MY FIRE TONITE」も制作され、A-class史上初めて持ち歌が2曲となった。沢口の18歳2か月という年齢はA-class史上最年少記録である。

### 2011年
曲名『ETERNAL JOURNEY』
| 名前（よみ）                   | 生年月日       | 出身地     | 血液型     | TAS開催時点の年齢 | 備考                                                                                                  |
| ------------------------------ | -------------- | ---------- | ---------- | ----------------- | --- |
| 葵ゆりか （あおい ゆりか）     | 1985年5月21日  | 愛知県     | B型        | 25歳8か月         | 2009 - 2011 SUBARU LEGACY B4 GALS                                                                     |
| 春菜めぐみ （はるな めぐみ）   | 1990年10月8日  | 東京都     | O型        | 20歳3か月         | |
| 永井麻央 （ながい まお）       | 1991年10月19日 | 青森県     | A型        | 19歳3か月         | 2009年SUPER GTイメージガール「angelic」メンバー 後にダンス&ボーカルユニット「ROZE」メンバーとして活動 |
| 沢口けいこ （さわぐち けいこ） | 2010年参照     | 2010年参照 | 2010年参照 | 19歳2か月         | 2年連続                                                                                               |

この年より2月に福岡ドームで開催される「福岡カスタムカーショー」にもゲスト出演するようになった。

### 2012年
曲名『自分を好きでいられるように・・・』『I Wanna Dance』
| 名前（よみ）                 | 生年月日       | 出身地 | 血液型 | TAS開催時点の年齢 | 備考                      |
| ---------------------------- | -------------- | ------ | ------ | ----------------- | ------------------------- |
| 柏木美里 （かしわぎ みさと） | 1984年1月20日  | 千葉県 | A型    | 28歳              | 2012 ZENT sweeties        |
| 清水恵美 （しみず えみ）     | 1984年9月25日  | 東京都 | A型    | 27歳4か月         | 2010 Keihin Blue Beauties |
| 前田真麻 （まえだ まあさ）   | 1986年12月22日 | 大阪府 | A型    | 25歳1か月         | 2011 - 2012 ZENT sweeties |
| 加藤遥 （かとう はるか）     | 1990年9月14日  | 東京都 | O型    | 21歳4か月         |                           |

通算10代目となる2012年は、2月の福岡カスタムカーショーの他、6月にはバンコク・インターナショナル・オートサロン、7月には札幌カスタムカーショーにも出演した。なお、この年より公認CDアルバムが会場限定の発売となっている。

### 2013年
曲名『My Reflection』『Go Ready Go』
| 名前（よみ）                 | 生年月日       | 出身地     | 血液型     | TAS開催時点の年齢 | 備考 |
| ---------------------------- | -------------- | ---------- | ---------- | ----------------- | --- |
| 前田真麻 （まえだ まあさ）   | 2012年参照     | 2012年参照 | 2012年参照 | 26歳1か月         | 2年連続 |
| 桃原美奈 （ももはら みな）   | 1985年11月14日 | 大阪府     | B型        | 27歳2か月         | |
| 遠野千夏 （とおの ちか）     | 1988年6月19日  | 北海道     | O型        | 24歳7か月         | ミスFLASH2012グランプリ 一時期本名の「金山睦」（かなやま ちか）で活動後、2020年9月、リップ移籍を機に元の芸名に戻った。 |
| 橋本雪乃 （はしもと ゆきの） | 1987年10月22日 | 東京都     | A型        | 25歳3か月         | 2011 ARTA GALS 2012 ZENT sweeties                                                                                      |

2009年以来4年ぶりに昭和生まれに統一されたが、メンバー全員が昭和生まれなのはこの年が最後となっている。遠野は北海道出身者としては8年ぶりのA-classメンバーとなった。

### 2014年
曲名『Jumpin'』『Someone Over The Rainbow』
| 名前（よみ）                   | 生年月日       | 出身地 | 血液型 | TAS開催時点の年齢 | 備考                                                        |
| ------------------------------ | -------------- | ------ | ------ | ----------------- | ----------------------------------------------------------- |
| つのだ香澄 （つのだ かすみ）   | 1989年4月5日   | 愛知県 | A型    | 24歳9か月         | ミス・アース・ジャパン2014 「ミス・ファイアージャパン」受賞 |
| 前田ゆう （まえだ ゆう）       | 1989年4月20日  | 大阪府 | A型    | 24歳9か月         | 前田真麻の実妹 後に「predia」メンバーとしても活動           |
| おのののか                     | 1991年12月13日 | 東京都 | A型    | 22歳1か月         | 2013 ZENT sweeties                                          |
| 森脇亜紗紀 （もりわき あさき） | 1992年5月16日  | 愛知県 | B型    | 21歳8か月         |                                                             |

初めてメンバー全員が平成生まれに統一。前田真麻の実妹である前田ゆうも選ばれており、姉妹揃ってのA-class歴任となった。2年連続で出演したバンコクのオートサロンがタイ軍事クーデターの影響で開催されなかった。

### 2015年
曲名『明日へのAccess』
| 名前（よみ）                     | 生年月日      | 出身地     | 血液型     | TAS開催時点の年齢 | 備考                                                                                    |
| -------------------------------- | ------------- | ---------- | ---------- | ----------------- | --------------------------------------------------------------------------------------- |
| 竹田愛 （たけだ めぐみ）         | 1988年6月3日  | 大阪府     | A型        | 26歳7か月         | 2010年SUPER GTイメージガール「G☆RACE」メンバー 元「predia」メンバー （2010年 - 2014年） |
| 森脇亜紗紀 （もりわき あさき）   | 2014年参照    | 2014年参照 | 2014年参照 | 22歳8か月         | 2年連続                                                                                 |
| 坂本くるみ （さかもと くるみ）   | 1993年2月14日 | 神奈川県   | A型        | 21歳11か月        |                                                                                         |
| 菅原樹里亜 （すがわら じゅりあ） | 1995年8月18日 | 東京都     | A型        | 19歳5か月         | 「FAT&SLIM」メンバー 並木橋ハイスクール生徒                                             |

プラチナムプロダクション所属者4人で構成。A-class史上初めて、かつ歴代で唯一、同一事務所所属者のみで統一されたこともあり、オートサロンや福岡カスタムカーショー以外でのライブ活動も見られた（下記参照）。
この年は4年ぶりにオリジナル曲が1曲のみとなっており、楽曲の振付に竹中夏海が関わっていた。

### 2016年
曲名『Let's Get A Party Time!』『Jumpin' -2016 Version-』
| 名前（よみ）                   | 生年月日      | 出身地   | 血液型 | TAS開催時点の年齢 | 備考 |
| ------------------------------ | ------------- | -------- | ------ | ----------------- | --- |
| 渡辺順子 （わたなべ じゅんこ） | 1987年1月17日 | 栃木県   | O型    | 29歳              | 富士スピードウェイイメージガール 「クレインズ」2012年度メンバー                                               |
| 日野礼香 （ひの れいか）       | 1987年2月19日 | 愛知県   | A型    | 28歳11か月        | 日本レースクイーン大賞2014グランプリ&avex賞 「クレインズ」2011年度メンバー 2016年度スーパー耐久イメージガール |
| 有馬綾香 （ありま あやか）     | 1988年6月23日 | 愛知県   | B型    | 27歳7か月         | 2012年 - 2016年「REGIIIIINA!!」メンバーとしても活動                                                           |
| 石黒エレナ （いしくろ えれな） | 1989年8月5日  | 神奈川県 | B型    | 26歳5か月         | 2014 RAYBRIGレースクイーン ミス・ワールド2015日本大会準グランプリ                                             |

2015年4月12日に筑波サーキットで行われた『ハイパーミーティング2015 in 筑波』において日野がイメージガールを務めることがいち早く公表され、同年8月21日未明放送の『SUMMER GIRLS in NANANA BEACH』（テレビ東京）にて日野を含むメンバー4人が発表された。8月発表となったのは2010年度以来6年ぶりだったが、メンバー全員が1980年代生まれに統一された最後の年ともなった。この年はオートサロンのロゴが11年ぶりにリニューアルされた他、2014年度の楽曲『Jumpin'』がセルフカバーされている。

### 2017年
曲名『Enjoy Love Happy Time!』『Jumpin' -2017 Version-』
| 名前（よみ）                 | 生年月日       | 出身地     | 血液型     | TAS開催時点の年齢 | 備考                                  |
| ---------------------------- | -------------- | ---------- | ---------- | ----------------- | ------------------------------------- |
| 早瀬あや （はやせ あや）     | 1993年10月3日  | 山形県     | A型        | 24歳3か月         | レースクイーン・オブ・ザ・イヤー14-15 |
| 荒井つかさ （あらい つかさ） | 1994年11月29日 | 群馬県     | O型        | 23歳2か月         | 日本レースクイーン大賞2015グランプリ  |
| 日野礼香 （ひの れいか）     | 2016年参照     | 2016年参照 | 2016年参照 | 29歳11か月        | 2年連続                               |
| 清瀬まち （きよせ まち）     | 1991年3月23日  | 岡山県     | B型        | 25歳10か月        | 2016年度スーパー耐久イメージガール    |

通算15代目となったこの年はオートサロンの公式イメージガールを務める早瀬、荒井と、同サロンでavexのイメージガールを務める日野と清瀬という構成。2016年10月2日のギャルパラ秋祭りでイメージガール2名が発表され、同年12月17日の「日本レースクイーン大賞2016ファイナリスト政見放送」において、追加メンバーが日野と清瀬であると発表された。この年は1月28日 - 1月29日に沖縄カスタムカーショーが開催されており、A-classも出演していたが、同年3月に開催された福岡カスタムカーショーには出演しなかった。またバンコク・インターナショナル・オートサロンは早瀬と荒井のみ参加している。

### 2021年
| 名前（よみ）                 | 生年月日       | 出身地 | 血液型 | TAS開催時点の年齢 | 備考 |
| ---------------------------- | -------------- | ------ | ------ | ----------------- | --- |
| 林紗久羅 （はやし さくら）   | 1989年12月10日 | 東京都 | A型    | 31歳1か月         | 日本レースクイーン大賞2018グランプリ |
| 中村比菜 （なかむら ひな）   | 1992年1月27日  | 茨城県 | AB型   | 28歳              | 2017-2018 D'stationフレッシュエンジェルズ 2019-2021 KOBELCO GIRLS |
| 小林唯叶 （こばやし ゆいか） | 1997年10月5日  | 栃木県 | O型    | 23歳3か月         | 2020 TEAM MACH マッハ車検GAL 2021年4月よりプラチナムプロダクションに移籍し「新唯」（あらた ゆい）に改名 その後2024年8月よりナインズプロモーションに移籍し「あらた唯」に改名 |
| 美月 （みづき）              | 1999年7月13日  | 東京都 | A型    | 21歳6か月         | 2020 ZENT sweeties 2021年3月より「小湊美月」名義で活動 |
| 苗加結菜 （なえか ゆうな）   | 2001年9月5日   | 北海道 | A型    | 19歳4か月         | 史上初の21世紀生まれからの選出 後に「月に足跡を残した少女達は一体何を見たのか…」メンバーとしても活動                                                                        |

30名のエントリー者の中からファン投票の数が多かった林、中村、小林と、オートサロン事務局によって選ばれた美月、苗加の5人で構成。苗加はプラチナム所属者としては6年ぶりのA-classメンバーとなる。だが前回開催後に起こった新型コロナウイルスのパンデミックが続いていたことから、1月15日 - 17日に予定していた幕張での客入れ開催を断念。並行準備していたバーチャルオートサロンのみの開催という事態で任期満了となった。その後2022年1月15日のオートサロンで5人がステージに登壇し、観客にコスチューム姿を披露した。

### 2022年
| 名前（よみ）                 | 生年月日       | 出身地 | 血液型 | TAS開催時点の年齢 | 備考                                               |
| ---------------------------- | -------------- | ------ | ------ | ----------------- | -------------------------------------------------- |
| 沙倉しずか （さくら しずか） | 1986年9月20日  | 北海道 | O型    | 35歳4か月         | ミスFLASH2019グランプリ 歴代最年長の満35歳での選出 |
| 米倉みゆ （よねくら みゆ）   | 1993年6月30日  | 茨城県 | AB型   | 28歳6か月         | 元「【eN】」メンバー                               |
| 日南まみ （ひなみ まみ）     | 1995年12月13日 | 北海道 | O型    | 26歳1か月         | 2021 ENEOS GIRLS                                   |
| 松田蘭 （まつだ らん）       | 1997年9月4日   | 愛知県 | A型    | 24歳4か月         | 2020 SARDイメージガール 2021 - 2022 ZENT sweeties  |
| 北川美麗 （きたがわ みれい） | 2000年8月24日  | 東京都 | A型    | 21歳5か月         | 2020 - 2021 K-tunes Racing「WinG」メンバー         |
| 黒木麗奈 （くろき れいな）   | 2000年11月26日 | 東京都 | B型    | 21歳2か月         | 2018 三愛水着楽園イメージガール                    |

20名のエントリー者の中からファン投票で沙倉が1位、松田が2位に選出。更に事務局選考で日南、北川、黒木、米倉が選ばれ、2009年以来13年ぶりの6人編成となった。沙倉は昭和生まれ（1986年〈昭和61年〉生）としては5年ぶり、かつ歴代最年長の満35歳での選出だったが、後述の結果通り昭和生まれ及び1980年代生まれとしては最後のA-classメンバーとなっている。

### 2023年
| 名前（よみ）                   | 生年月日       | 出身地     | 血液型     | TAS開催時点の年齢 | 備考                                                                               |
| ------------------------------ | -------------- | ---------- | ---------- | ----------------- | ---------------------------------------------------------------------------------- |
| 藤井マリー （ふじい マリー）   | 1994年6月10日  | 神奈川県   | A型        | 28歳7か月         | 2021 - 2022 ZENT sweeties 2022 raffinee Lady レースクイーン・オブ・ザ・イヤー22-23 |
| 松田蘭 （まつだ らん）         | 2021年参照     | 2021年参照 | 2021年参照 | 25歳4か月         | 2年連続                                                                            |
| 長坂有紗 （ながさか ありさ）   | 1998年3月10日  | 兵庫県     | B型        | 24歳10か月        | 2022 raffinee Lady 2021 - 2023 ハンコックガール                                    |
| 広瀬晏夕 （ひろせ あんゆ）     | 1998年11月9日  | 静岡県     | A型        | 24歳2カ月         | 2022 Pacific Fairies 2022 raffinee Lady 元東京パフォーマンスドールメンバー         |
| 朝倉咲彩 （あさくら さあや）   | 1998年11月13日 | 富山県     | AB型       | 24歳2カ月         | 2022 SUBARU BRZ GT GALS                                                            |
| 花乃衣美優 （はなのい みゆう） | 2000年3月3日   | 大阪府     | O型        | 21歳10か月        | 2022 ZENT sweeties                                                                 |

2022年9月25日に行われた『ギャルパラ秋祭り』でメンバー6名が発表。イー・スマイル所属者が3名（松田・朝倉・花乃衣）と多かった一方、A-classが5名以上の体制だった年としては初めて、プラチナム所属者が一人も選ばれなかった。広瀬は静岡県、長坂は兵庫県出身者として初選出となる。

### 2024年
曲名『Wind for xxx』
| 名前（よみ）                   | 生年月日       | 出身地     | 血液型     | TAS開催時点の年齢 | 備考                                                                         |
| ------------------------------ | -------------- | ---------- | ---------- | ----------------- | ---------------------------------------------------------------------------- |
| 益田アンナ （ますだ あんな）   | 1994年10月16日 | 大阪府     | A型        | 29歳3か月         | ミスFLASH2021グランプリ 2017・2022Pacific Fairies 日本レースクイーン大賞2022 |
| 佐々木美乃里 （ささき みのり)  | 1996年6月16日  | 岐阜県     | B型        | 27歳7か月         | 2023 ZENT sweeties                                                           |
| 松田蘭 （まつだ らん）         | 2021年参照     | 2021年参照 | 2021年参照 | 26歳4か月         | 歴代最多の3年連続                                                            |
| 菅原早記 （すがはら さき）     | 2001年11月14日 | 岡山県     | B型        | 23歳2か月         | 元STU48メンバー （2017年 - 2019年）                                          |
| 森脇梨々夏 （もりわき りりか） | 2002年5月8日   | 兵庫県     | B型        | 21歳8か月         | ミスマガジン2023ベスト16                                                     |

2023年7月17日に行われた『ギャルパラ夏祭り』で先行発表された後、同年8月2日にメディア発表された。松田はA-class史上初の3年連続起用となる。歴代のA-classとしては初めて、関東地方出身者が一人も採用されなかった。
2017年以来7年ぶりにオリジナル曲が制作され、先述の米倉みゆがプロデュースし。但しこれまでのコンピレーションアルバム収録ではなく単独のシングル作品として制作されている、AzBit（糸野仁美・八巻俊介）が作詞・作曲、AzPlusが振付を担当した。

### 2025年
曲名『Can't Stop』
| 名前（よみ）                   | 生年月日       | 出身地     | 血液型     | TAS開催時点の年齢 | 備考                                                        |
| ------------------------------ | -------------- | ---------- | ---------- | ----------------- | ----------------------------------------------------------- |
| 佐々木美乃里 （ささき みのり） | 2024年参照     | 2024年参照 | 2024年参照 | 28歳7か月         | 2年連続                                                     |
| 橘香恋 （たちばな かれん）     | 1996年11月8日  | 愛知県     | O型        | 28歳2か月         | 2019エヴァンゲリオンレーシングレースクイーン （綾波レイ役） |
| 石垣果蓮 （いしがき かれん）   | 1998年7月14日  | 山形県     | B型        | 26歳6か月         | 『&sauna』（北海道文化放送）リポーター                      |
| 森谷花香 （もりや はなか）     | 1999年3月20日  | 岩手県     | A型        | 25歳10か月        | 元フィット所属（2024年3月倒産）                             |
| うらら                         | 1999年10月10日 | 東京都     | AB型       | 25歳3か月         | K-1 GIRLS 2022-2024 2024 ENEOS GIRLS                        |

前年より1週遅れの2024年8月8日にメディア発表。メンバー全員が1990年代生まれに統一された5人編成である。石垣は選出後の2024年12月にプラチナムプロダクション所属となったことを発表。改元以降4年連続で起用されたイー・スマイル所属者は未選出となった。
前年に続き米倉みゆプロデュース、AzBit作詞・作曲、AzPlus振付によるオリジナル曲を制作。2024年10月30日には新橋・ZEAL THEATER TOKYOにて「A-class SHOWCASE」、同年12月3日には秋葉原ZESTで「2025 A-class LIVE」が開催され、後者には藤田香澄がゲスト出演しドラム演奏を披露している。

### 2026年
| 名前（よみ）                   | 生年月日              | 出身地     | 血液型     | 備考                                                                  |
| ------------------------------ | --------------------- | ---------- | ---------- | --------------------------------------------------------------------- |
| 橘香恋 （たちばな かれん）     | 2025年参照            | 2025年参照 | 2025年参照 | 2年連続                                                               |
| 水瀬琴音 （みなせ ことね）     | 1997年2月14日（28歳） | 東京都     | B型        | レースアンバサダーアワード2024グランプリ （東京オートサロン賞も受賞） |
| 苗加結菜 （なえか ゆうな）     | 2021年参照            | 2021年参照 | 2021年参照 | 5年ぶり復帰                                                           |
| 森脇梨々夏 （もりわき りりか） | 2024年参照            | 2024年参照 | 2024年参照 | 2年ぶり復帰                                                           |
| 百田汐里 （ももた しおり）     | 2007年8月19日（17歳） | 大阪府     | AB型       | 制コレ'24ファイナリスト Krushガールズ2024-2025                        |

※2025年7月13日の『ギャルパラ七夕祭り』にてメンバー5人が発表（7月発表となったのは2009年以来）。松林菜々見以来18年ぶりに復帰組が出たことに加え、橘香恋が継続起用されたこともあってか、新規採用は水瀬と百田の2名のみとなった。百田はA-class発足後に生まれた者としては初のA-classメンバーとなる。

## 作品

### 写真集
※発売元は、2010年度までは三栄書房。2021年度からは株式会社三栄。
| 年度 | タイトル                                                                                      | 発売日         | 備考                                                        |
| ---- | --------------------------------------------------------------------------------------------- | -------------- | ----------------------------------------------------------- |
| 2006 | ギャルズ・パラダイス特別編集 オートサロン2006イメージガール A-classスペシャル!                | 2006年1月11日  | サイパンで撮影                                              |
| 2007 | ギャルズ・パラダイス特別編集 オートサロン2007イメージガール A-classスペシャル!                | 2007年1月12日  | 沖縄で撮影                                                  |
| 2008 | ギャルズ・パラダイス特別編集 オートサロン2008イメージガール A-classスペシャル                 | 2008年1月10日  | 沖縄で撮影                                                  |
| 2009 | ギャルズ・パラダイス特別編集 オートサロン2009イメージガール A-classスペシャル                 | 2009年1月9日   | 静岡県伊豆市で撮影                                          |
| 2010 | ギャルズ・パラダイス特別編集 オートサロン2010イメージガール A-classスペシャル                 | 2009年12月16日 | 沖縄で撮影。 発売日が前年までより1ヶ月早くなる。            |
| 2021 | GALS PARADISE PLUS特別編集 A-class PHOTO BOOK「Re-Start」                                     | 2021年3月3日   | 完全受注限定生産で、一般書店での販売は行われない。          |
| 2022 | GALS PARADISE PLUS特別編集 東京オートサロン2022イメージガール A-classフォトブック「New Step」 | 2022年1月15日  | オートサロン会場限定販売で、 一般書店での販売は行われない。 |
| 2023 | GALS PARASIDE PLUS特別編集 東京オートサロン2023イメージガール A-class PHOTO BOOK「STORY」     | 2023年1月13日  | オートサロン会場限定販売で、 一般書店での販売は行われない。 |
| 2024 | GALS PARADISE PLUS特別編集 東京オートサロン2024イメージガール A-class Photo Book「BLOW WIND」 | 2024年1月12日  | オートサロン会場限定販売で、 一般書店での販売は行われない。 |
| 2025 | GALS PARASIDE PLUS特別編集 東京オートサロン2025イメージガール A-class 写真集「Ready Go!」     | 2025年1月10日  | オートサロン会場限定販売で、 一般書店での販売は行われない。 |

## その他
- 多くのメンバーがA-class在任前後にレースクイーン（レースアンバサダー）や自動車レースのイメージガールを経験しているが、2021年の苗加結菜のように、両方を一度も経験していない者も存在する。
- 2021年度は最年長の林と最年少の苗加との差が12歳、2022年度は最年長の沙倉と最年少の北川・黒木との差が14歳と、メンバーの年齢差が大きくなっていた。
- 発足以来、A-classメンバーを一人も輩出していない政令指定都市を有する府県は、宮城県、京都府、福岡県、熊本県[注 26]の1府3県（2026年度選出時点）。特に九州地方からは一人もA-classメンバーを輩出していない。また血液型別ではAB型が9人と少なく、2007年の則島奈々美から先述の中村比菜まで14年間、AB型の女性がA-classメンバーに起用されることはなかった[注 27]。

- 2017年2月19日に新宿Cat's Holeで行われたイベント『初めて文化祭してみた。〜GIRLS PARTY〜』では、2016年度メンバーの渡辺順子が参加しているユニット「modeA」（モードエー）のメンバーが、2014年からオリジナル曲として歌唱し継がれていた『Jumpin'』をパフォーマンスしていた[ブログ 24]。
- 2018年4月12日に放送された市川うららFM『ステラ☆ミュージックDRIVE』で2016年度メンバー4人と2014 - 2015年度メンバーの森脇亜紗紀が共演し、当時のエピソード等を語った[ブログ 25][54]。